# ایستگاه پارک استون بریج
ایستگاه پارک استون بریج
یک ایستگاه از خط بیکرلو و از خطوط متروی لندن است.که در نزدیکی پارک استون بریج قرار دارد و در بین ۲۴ سپتامبر ۱۹۸۲ و ۴ ژوئن ۱۹۸۴افتتاح شده‌است.

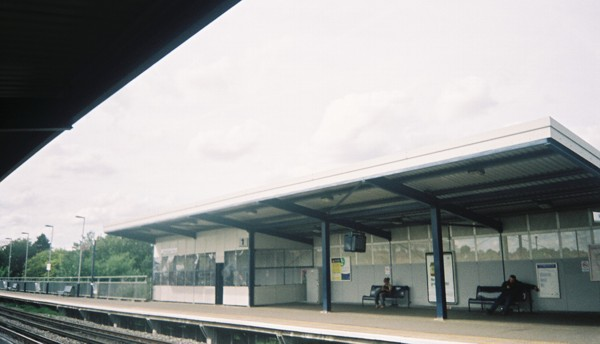

## نگارخانه

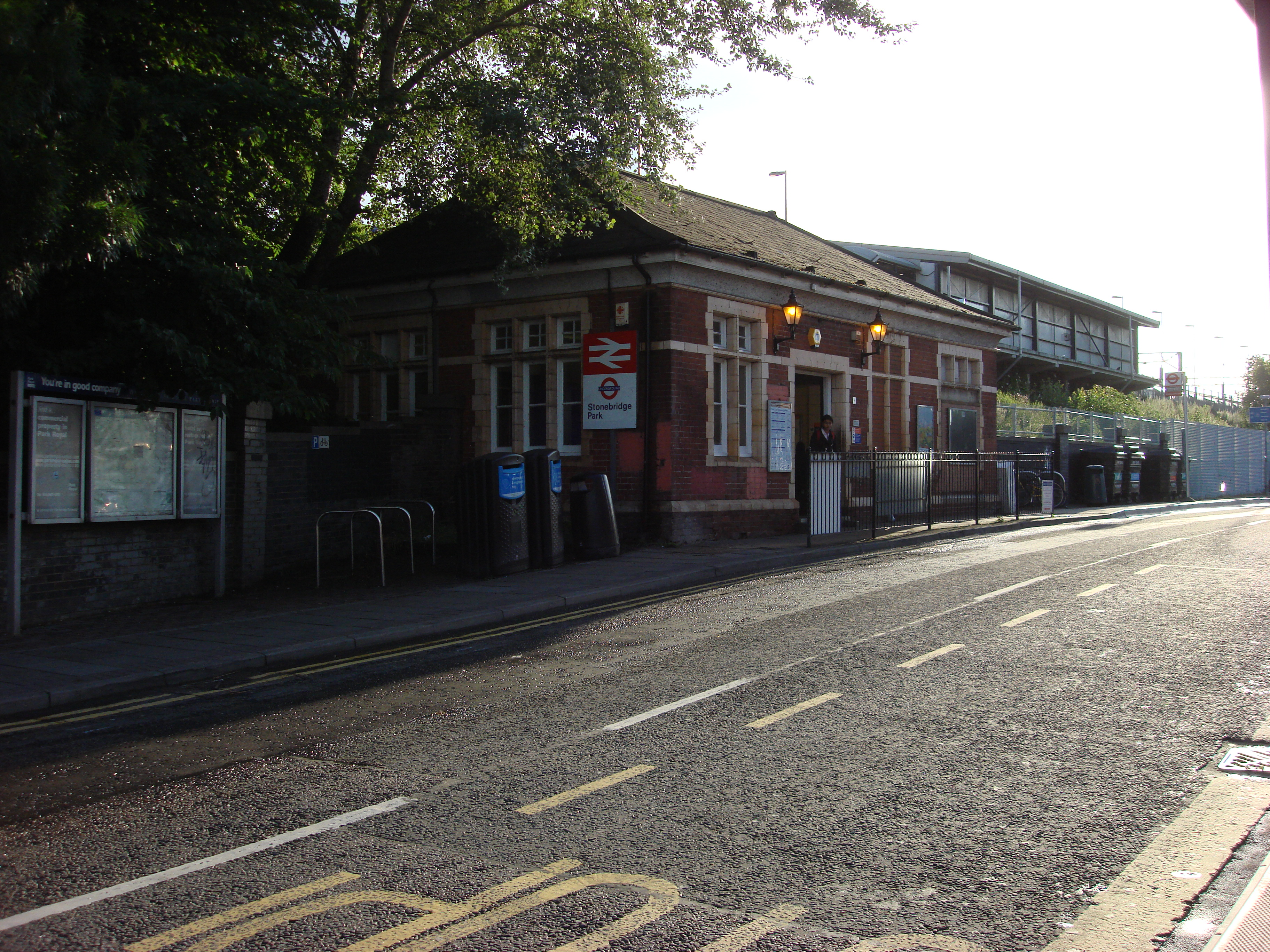
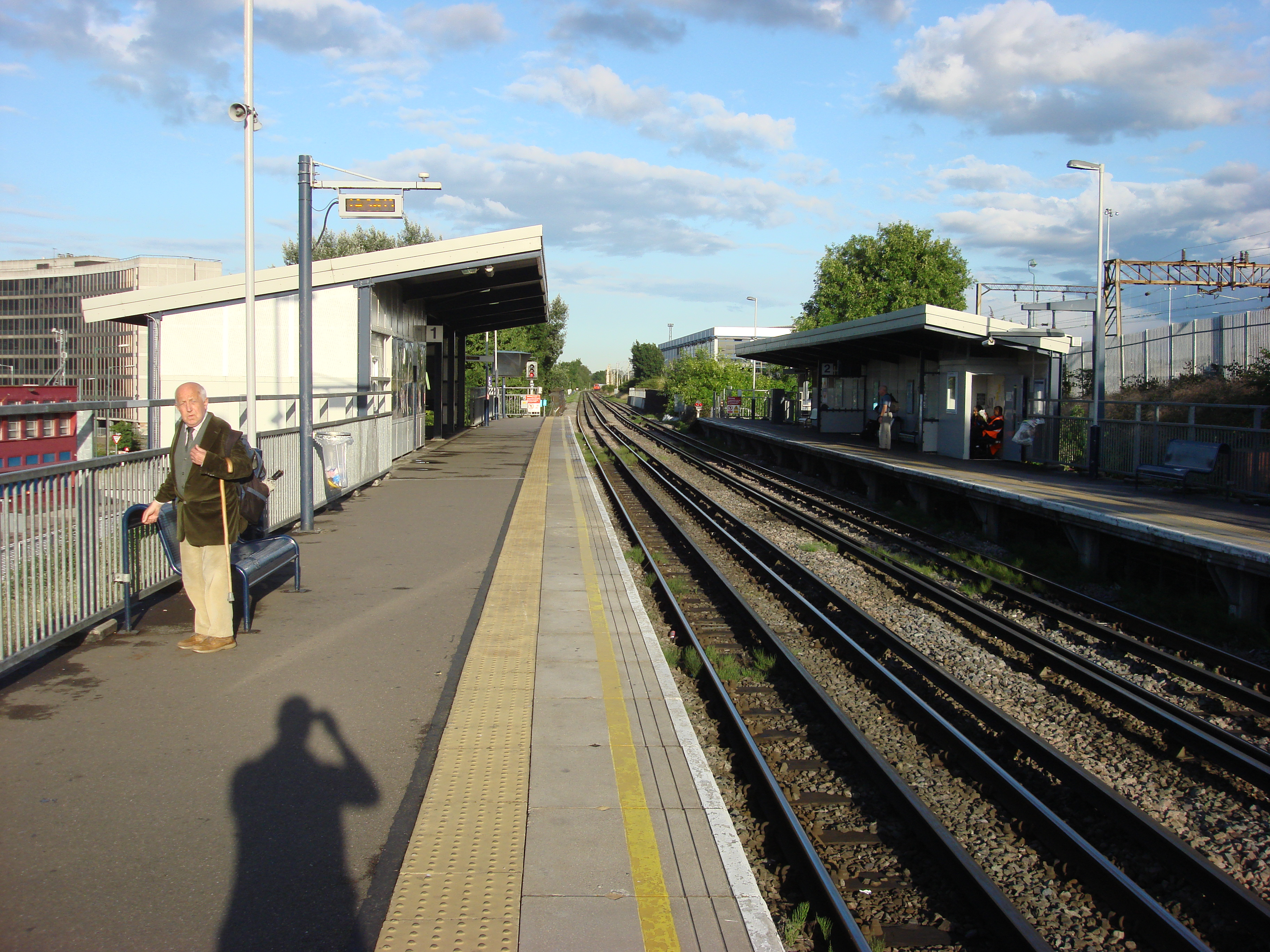
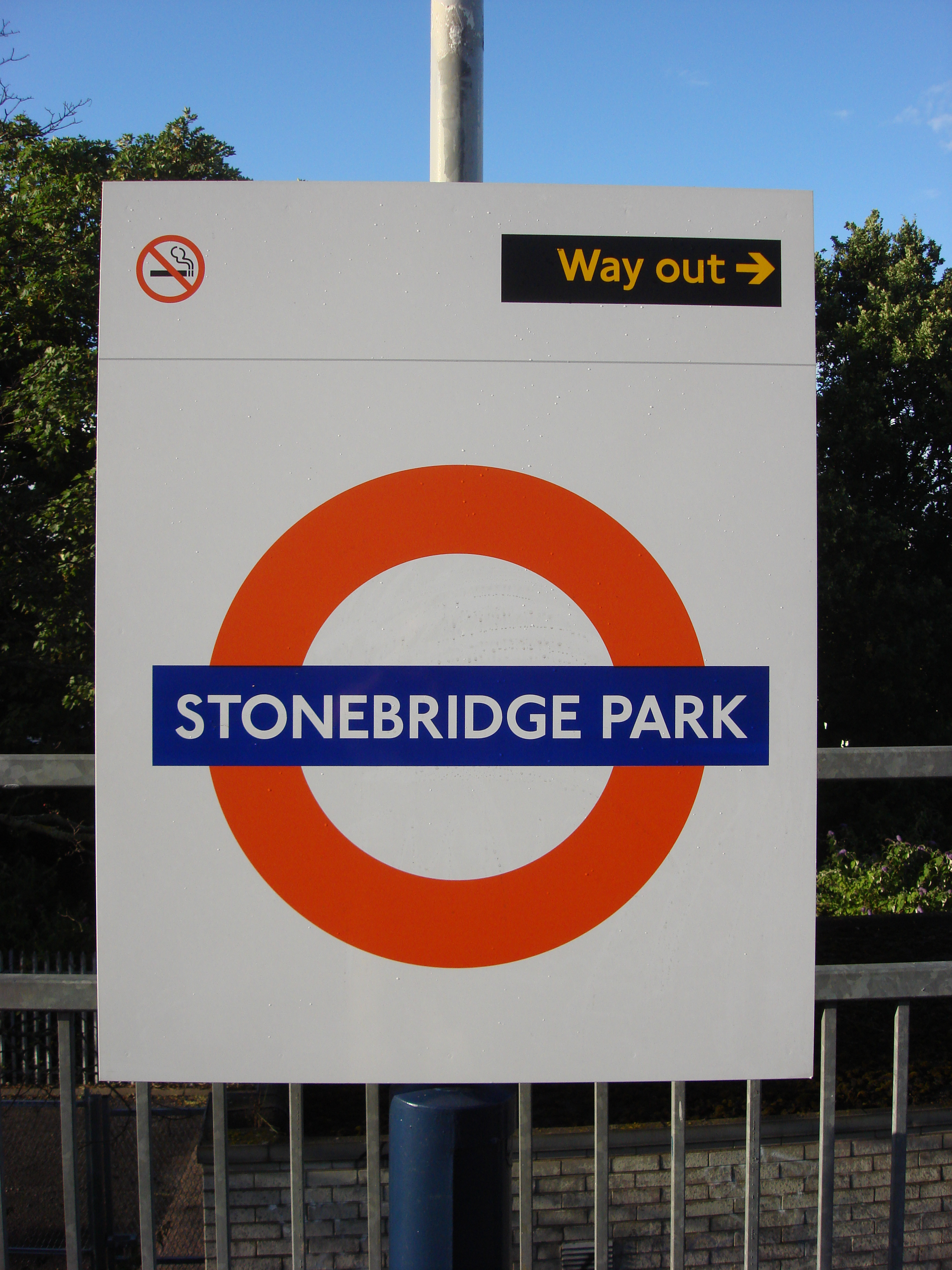